# Austrolimnophila tunguraguensis
Austrolimnophila tunguraguensis är en tvåvingeart som beskrevs av Alexander 1940. Austrolimnophila tunguraguensis ingår i släktet Austrolimnophila och familjen småharkrankar.
Artens utbredningsområde är Ecuador. Inga underarter finns listade i Catalogue of Life.